# Електробритва

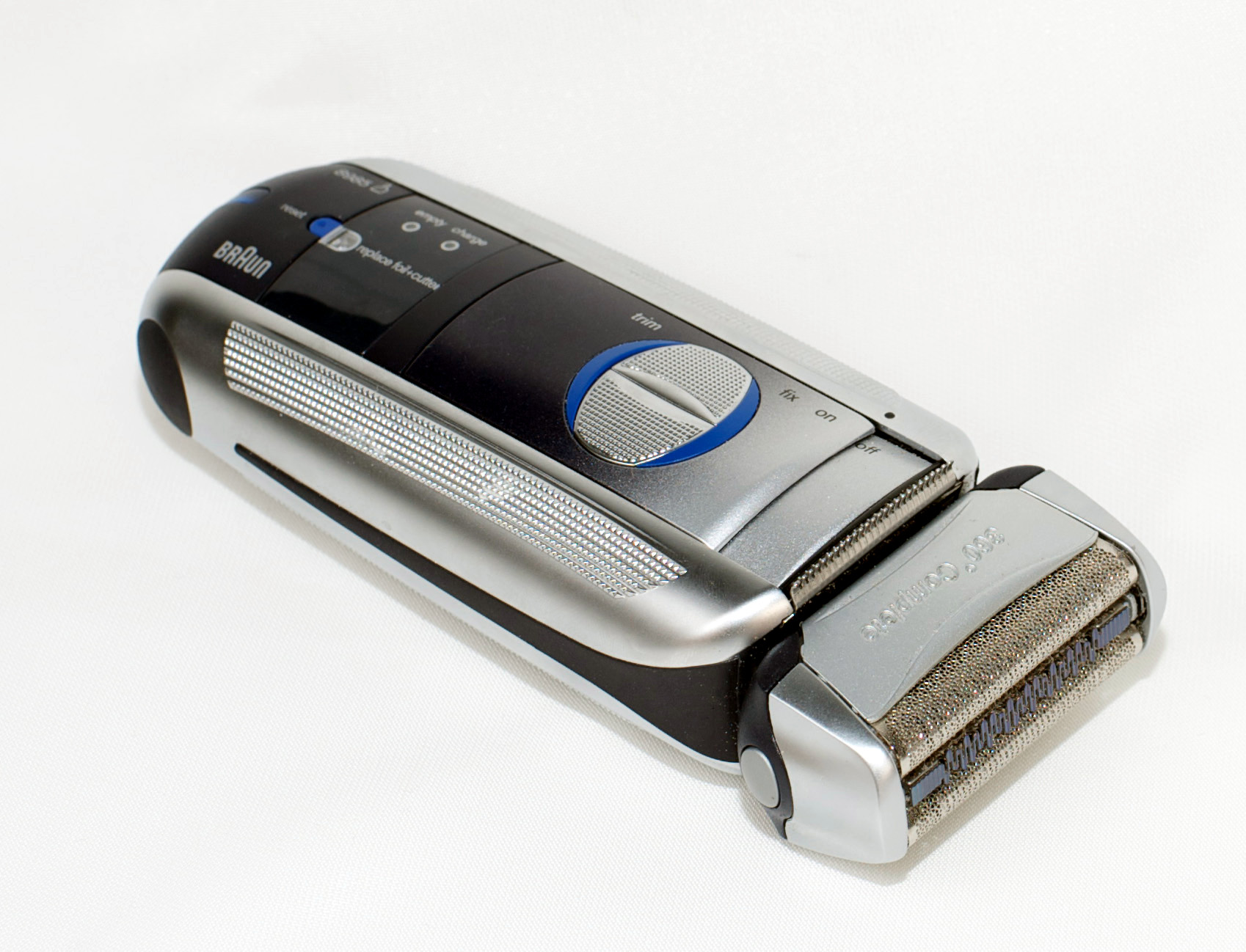
Сіткова електробритва Braun

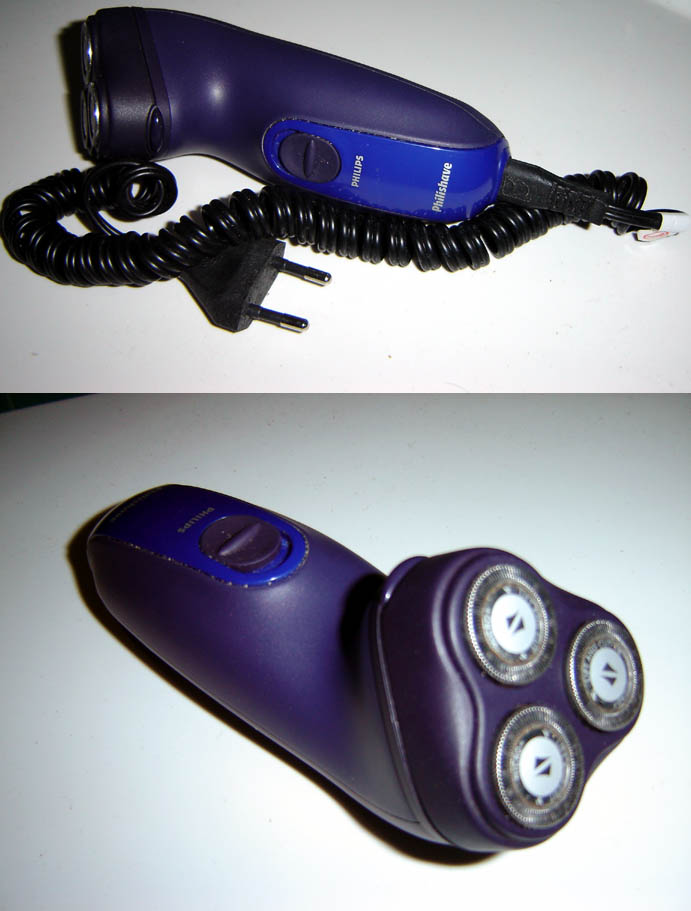
Електрична бритва

Електробри́тва, або електри́чна бри́тва — пристрій для гоління, що складається з ріжучого механізму (ножовий блок) з гребінчастим або круглими сітчастими ножами, електроприводу, що працює від електромережі змінного або постійного струму, від батарей або акумуляторів, і пластмасового корпусу. 
Ніж електричної бритви має дві частини — рухливу і нерухому. Електрична бритва з гребінчастими ножами випускаються двох- і трьохножові, з круглими сітчастими ножами — одно-, двох- і трьохножові, у тому числі з «плаваючими» ножами. Поширені комбіновані електричні бритви для підстригання вусів, скронь і брів.

## Історія створення та еволюція пристрою

### Перші електробритви
Прототип першої електричної бритви розробив та в 1923 році запатентував американський полковник та винахідник Якоб Шик (1878–1937). Він під час свого лікування від нещасного випадку виявив, що голитись традиційним способом інколи важко. Тим паче для цього потрібні були вода та крем. Тоді Щик задумав створити пристрій, який би дублював силу гострого леза, але при цьому не потребував води та крему.
Він створив власну компанію і почав працювати. Його перші спроби не дали очікуваного результату, оскільки для гоління потрібно було використовувати відразу обидві руки для управління мотором і ріжучою головкою. У 1927 році йому вдалось створити електробритву для сухого гоління. Вона складалася з маленького моторчика і валів, що змушують ножиці на голівці рухатися назустріч одне одному з великою швидкістю, зрізуючи волоски. До кінця десятиліття Шик створює другу компанію Schick Dry Shaver, Inc і продовжує просувати свій винахід на ринку. Це були часи загального захоплення населення електроприладами. Спочатку продажі були невеликі, але у міру вдосконалення приладу прибуток ріс. До середини 1930-х років Шик продав 1,5 мільйона електробритв. Популярність пристроїв сприяла появі електробритв від інших компаній. Конкурентами електробритви Schick були Remington Model E, Sunbeam Shavemaster, Arvin Consort, Braun Standard 50, і Rolls Razor Viceroy.

### Перша роторна електробритва

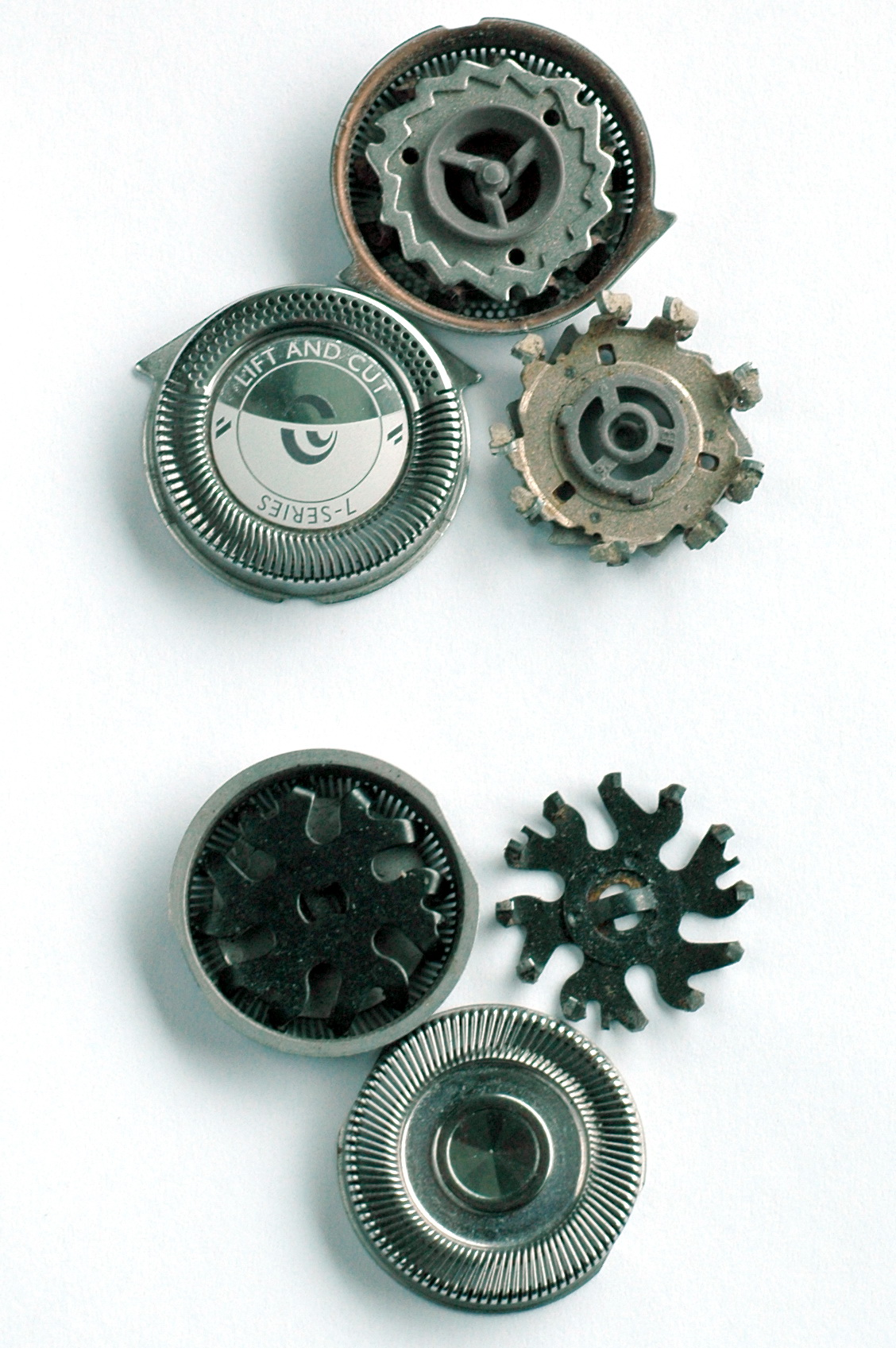
Розібрані поворотні головки електробритви Philips. Бритва голівки Philishave 662 (вгорі) і голівка бритви Philishave HP 1208 (знизу).

Принципово нову електричну бритву наприкінці 30-х років XX століття розробив інженер Олександр Хоровіц (1904–1982). Хоровіца найняла на роботу компанія Philips, яка розробляла на той час радіо і лампи. Він створив роторну бритву, в основі якої була головка з обертовою фрезою. Перша модель такого типу надійшла до продажу у 1939 році та називалася Philishave Shaver. Пізніше під час війни Хоровіц удосконалив бритву додавши ще одну головку.

### Електробритва з акумуляторами
Електробритви з окремим енергетичним блоком з'явилися наприкінці 1940-х років. Повністю автономною, з вбудованим акумулятором, електробритва стала на початку 1950-х. Потужний моторчик живився від 1,5 вольта батарейки розміру D. Подальший розвиток акумуляторів дозволив зменшити розмір корпусу. У 1960 Remington випустила бритву, яка працювала і від акумуляторів і від мережі й дозволяла заряджати від мережі акумулятори.

### Розвиток електробритв після 1950-х
Після 1950 року прогрес технології виготовлення пластмас дозволив проводити більш стилізовані форми з яскравими кольорами. Більш потужні мотори дозволяли робити більше ріжучих лез. З'являється диференціація на чоловічі й жіночі бритви. З кожним роком з'являються нові опції, які залучають все більше людей до використання електробритв.
У 1966 році Philips випускає першу електробритву з трьома головками — Philishave 3, що стала основою для подальших бритв Philishave.

## Різновиди
За системою гоління електробритви поділяються на сіткові і роторні. Дія сіткової (коливальної) системи полягає у тому, що щетина зрізається вібруючими лезами, відокремленими від поверхні шкіри сталевими сіточками. Волосся потрапляє в отвори сітки, після чого лезо зрізає його. Одночасно сітка захищає шкіру від порізів. Вважається, що сітчасті бритви менше травмують шкіру і тому підходять для людей з чутливою шкірою. Крім того, є думка, що сіткові бритви краще справляються з довгою (запущеною) щетиною. Бритви із сітковою системою випускають Panasonic, Braun, Binatone.
Роторні (обертальні) бритви зголюють щетину за допомогою круглих обертових ножів, розташованих у спеціальних бритвених голівках. Перевага цієї системи у тому, що вона справляється навіть зі щетиною, що виросла нерівномірно. Також є версія, що така система забезпечує чистіше гоління. Однак роторні бритви не радять людям з чутливою шкірою. Бритви з роторною системою виробляють Philips, Binatone, Polaris.

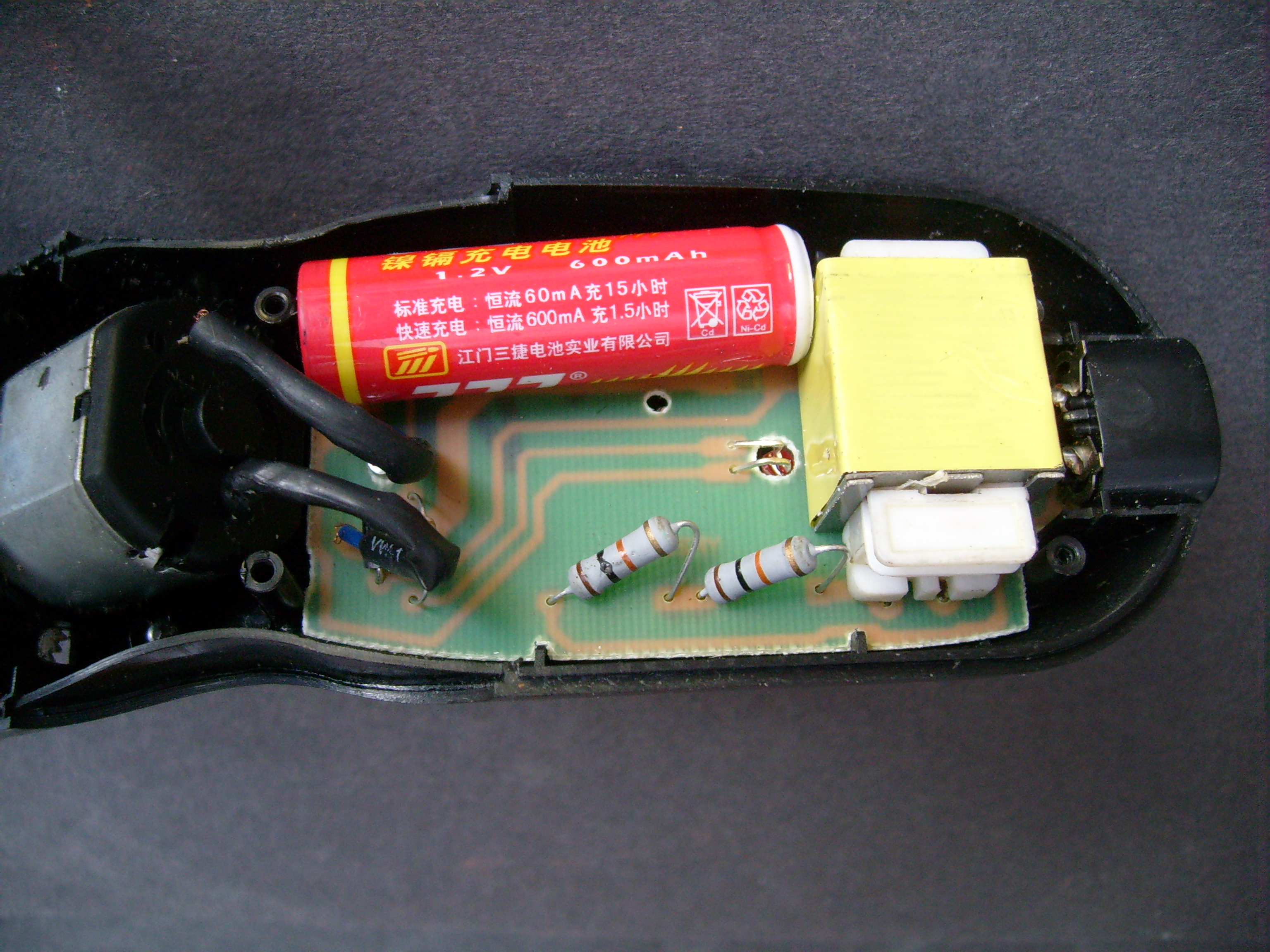
Акумулятор Ni-Cd, встановлений в електробритві

У сучасні бритви часто встановлюється акумулятор. Зазвичай це незмінний Ni-Cd, Ni-MH або Li-Ion акумулятор. Бритви, оснащені акумулятором, поділяються на два типи:
- моделі з живленням від акумулятора
- моделі з живленням від акумулятора і мережі.

Моделі другого типу можна використовувати із живленням від мережі (під час зарядки). Крім того, частина електробритв підтримує вологе гоління (наприклад, більшість сучасних бритв Panasonic). Такі бритви дають можливість голитися під душем, застосовувати при голінні піну або гель. У цілях безпеки живлення таких бритв може здійснюватися тільки від акумулятора, а при підключеному шнурі електроживлення включення бритви неможливе.

## Додаткові функції
Сучасні електробритви часто оснащуються додатковими функціями. Наприклад, прилад може бути оснащений індикатором ступеня заряду акумулятора, у дорогих моделях — у вигляді дисплея, що показує кількість хвилин роботи, що залишилися, без підзарядки. Інша функція деяких сучасних бритв — док-станція самоочищення (наприклад, у Philips RQ1290, Panasonic LA-93). Док-станція дозволяє виконувати автоматичне очищення бритви, а у більшості випадків — і зарядку її акумулятора. Однак для очищення бритви у док-станції необхідна спеціальна фірмова рідина-очисник. Для тих хто носить бороду й вуса буде корисна електробритва з тримером. Тример — це пристрій для підрівнювання довгих волосків. Електробритви з висувними або відкидними тримерами дуже зручні тим, що зовсім не займають місця, на відміну від окремих приладів.